# Stéphen Chauvet
Stéphen-Charles Chauvet (1885-1950) fue un médico y un experto coleccionista de arte tradicional de África y Oceanía, a quienes contribuyó a dar a conocer en Francia.
Fue Comandante de la Legión de Honor. Conocido comúnmente como Dr. Stéphen Chauvet, fue el autor del primer libro ilustrado sobre Isla de Pascua, L'Île de Pâques et ses mystères, publicado en París en 1935.
Chauvet nunca viajó a Isla de Pascua; obtuvo gran parte de su información de fuentes de confiabilidad mixta. Sin embargo, su libro sigue siendo una obra importante, en particular, debido a sus numerosas ilustraciones, algunas de las cuales muestran objetos que ya no existen. La versión en francés del libro nunca ha sido reeditada. Una traducción al español, La isla de Pascua y sus misterios, se publicó en Santiago, Chile, en 1946 y se reimprimió en 1970. También se ha publicado una traducción al inglés.

## Biografía

### Orígenes familiares
El doctor Stéphen-Charles Chauvet nació el  en Béthune (Pas-de-Calais), de ascendencia normanda. Su padre tenía habilidades como inventor.

### Estudios de medicina
Ganador del concurso general, obtuvo su bachillerato en filosofía a los quince años; el naturalista Mangin, director del Museo, notó sus habilidades de observación y lo convenció de abandonar la preparación para la École Polytechnique para dirigirse hacia la medicina. Completó brillantes estudios con una internación en París (1909-1914). Durante sus años de medicina, recibió numerosos premios: ganador de la Facultad, de la Academia de Medicina, premios de tesis, medallas de Oro de la Assistance publique. Como médico, su lista de publicaciones profesionales incluiría más de 300 títulos, que abarcan desde artículos de revisión hasta reseñas generales sobre diversos temas médicos, así como libros y trabajos originales que exponen sus descubrimientos médicos.

### Primera Guerra Mundial
Partió al frente en y participó en la Primera Guerra Mundial, resultó herido el en Saint-Maurice, en los Vosgos; un fragmento de concha le causó una hemioplejía izquierda que le causó dolores crónicos a lo largo de su vida.

### Coleccionista y especialista en artes africanas y oceánicas
Stéphen Chauvet es conocido por su pasión por las artes tradicionales africanas y oceánicas. Después de la Primera Guerra Mundial, obtuvo de la viuda del comandante Bertrand, que regresaba de Zinder, una pequeña estatuilla femenina de Sudán y una máscara doble. Como un médico curioso de todo, poco convencional e innovador, Chauvet quedó cautivado por el arte africano tradicional. Escribió sobre el arte africano, la música africana, la medicina de los pueblos primitivos y las artes de Nueva Guinea. Considerando que el objeto era una vía indispensable para comprender las culturas, criticó la antropología cerebral que pasaba por alto el examen de los productos materiales de las civilizaciones. Su pasión intelectual se combinó lógicamente con una pasión material, y se convirtió en un coleccionista de arte africano tradicional.
Chauvet, que tenía una residencia en La Gaude, se enteró de la venta de las posesiones del conde Rodolphe Festetics de Tolna. Stéphen Chauvet poseía una copia del libro de Festetics y conocía las riquezas de su colección. Este rico noble húngaro había viajado por el Pacífico en su yate personal a finales del XIX y había traído muchos recuerdos. Después de la guerra, estos recuerdos fueron confiscados, ya que era súbdito austrohúngaro, en su propiedad de Les Eucalyptus en la Costa Azul. Tras una serie de gestiones, Chauvet recuperó esta colección; era tan grande que tuvo que alquilar un almacén en el boulevard de Grenelle para guardarla mientras buscaba un lugar adecuado en su residencia en la rue de Grenelle, en una vieja casa que había convertido en museo.
El doctor Stéphen Chauvet encontró sus piezas más valiosas en las colecciones de misioneros y vendedores en Amberes, Bruselas y Hamburgo. Chauvet también fue un gran coleccionista de cerámica normanda y escribió un libro sobre la Normandía ancestral.
El interés de Chauvet por el arte indígena se tradujo en un cierto proselitismo; organizó numerosos eventos para darlo a conocer y promover su aprecio. A principios del invierno de 1923-1924, diseñó, escribió y editó la guía de la exposición dedicada a las artes indígenas de las colonias francesas en el Pavillon de Marsan. Abogó por la creación de un "museo colonial", un Museo Real de África Central francés, "para la educación de nuestros compatriotas".
En 1929, adquirió la colección de objetos traídos de la isla de Pascua por el escritor Pierre Loti.
En febrero de 1930, participó en la Exposición de Arte Negro, que presentó cerca de 400 piezas de "muy buena calidad", en la Galería del Théâtre Pigalle. Su ambición era "hacer de París el centro del movimiento a favor de las artes indígenas". Tres meses después, después de varias semanas de preparación, inauguró la Exposición de Arte Oceánico de las colonias francesas en la Galería de la Renacimiento. En 1930, la amistad entre el Mariscal Lyautey y el Gobernador General Antonetti le permitió realizar, como parte de la Exposición Colonial, en el Palacio de Síntesis, una Exposición de las Artes Indígenas de todas las colonias francesas. La preparación de estas salas le llevó nueve meses de trabajo. A finales de 1930, participó en la Exposición de Arte Negro en el Palacio de Bellas Artes de Bruselas para dar a conocer el arte de las colonias francesas.
Apasionado tanto por la música como por las artes plásticas, organizó la velada de gala ofrecida por el Instituto Internacional para el Estudio de las Lenguas y Civilizaciones Africanas, en la que se escucharon aires y canciones tradicionales africanas.
Chauvet fue generoso con los museos franceses. En febrero de 1929, donó una gran colección de objetos de arte y armas africanos y oceánicos (más de 800 piezas) al Museo del Trocadero, que grabó su nombre en el vestíbulo. Estas piezas ahora se encuentran en el Musée du quai Branly. El Museo Etnográfico de Lyon (1930), el de Rouen (1931), el Museo de la Marina en Brest (1931-1932) y el Museo Etnográfico de Cherbourg (1933) también recibieron su generosidad. Algunas piezas de su colección se encuentran actualmente en el Musée d’art moderne de la Ville de Paris. Otras están en manos privadas, como las que posee el Musée Barbier-Mueller en Ginebra.
El doctor Chauvet multiplicó las publicaciones: libros sobre el arte de Nueva Guinea o la Isla de Pascua. Sin embargo, la guerra y su mala salud prácticamente interrumpieron sus trabajos como doctor. Comenzó un "Arte de Tahití y la Polinesia francesa" que no pasó de ser un primer borrador.
Después de pasar parte de la Segunda Guerra Mundial en Monpazier, en el Dordogne, donde había adquirido una casa, falleció en París. Fue enterrado en Nicorps, en la Mancha.